# Bladel
Bladel ( udtale ?) (Brabantsk: Bloal) er en kommune og en by i den sydlige provins Noord-Brabant i Nederlandene. 
- Wikimedia Commons har flere filer relateret til Bladel

51°22′N 5°13′Ø / 51.37°N 5.22°Ø